# Demokratiska republiken Ungern
Demokratiska republiken Ungern bildades genom en revolt som påbörjades i Budapest den 31 oktober 1918. Officiellt proklamerades republiken den 16 november 1918  och dess första president blev Mihály Károlyi. Detta blev startpunkten för ett Ungern som för första gången på 500 år var självständigt från Habsburgmonarkin. 
En ytterligare vänsterrevolt den 21 mars 1919 innebar slutet på republiken och skapandet av en ny stat, den ungerska rådsrepubliken.